# 弗萊明縣 (肯塔基州)
弗萊明县（英語：Fleming County）是位於美國肯塔基州東北部的一個縣。面積910平方公里。根據美國2000年人口普查，共有人口13,792人。縣治弗萊明斯堡 （Flemingburg）。
成立於1798年2月10日，3月1日生效。縣名紀念在1776年在俄亥俄河探險的測量員約翰·弗萊明。